# Соловецкая биологическая станция
Соловецкая биологическая станция — биологическая станция, действовавшая на Большом Соловецком острове Соловецкого архипелага с 1881 по 1899 год. Была создана Санкт-Петербургским обществом естествоиспытателей при содействии Соловецкого монастыря и деятельном участии профессора Н. П. Вагнера.

## История создания

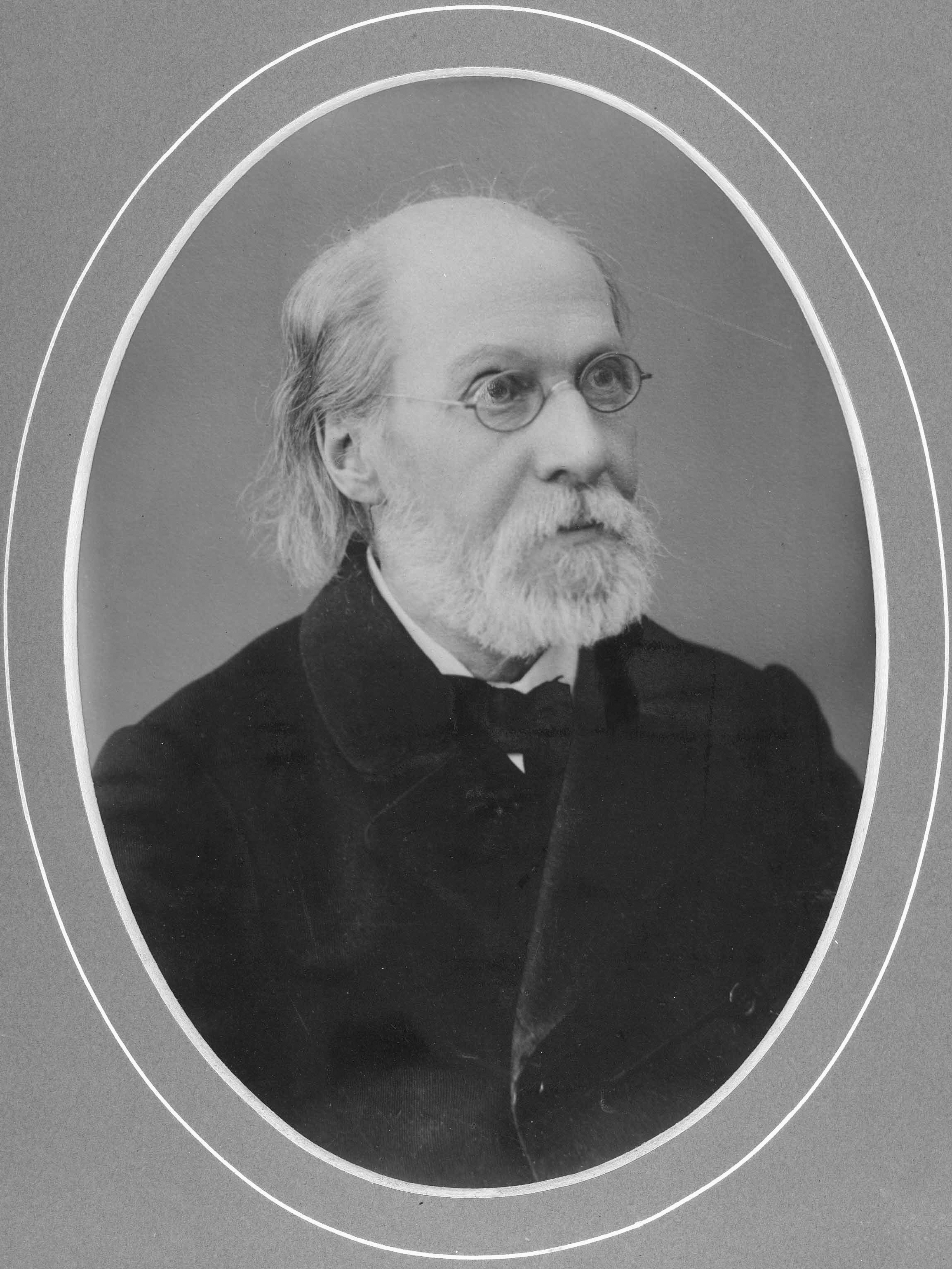
Вагнер Н. П. (1829—1907)

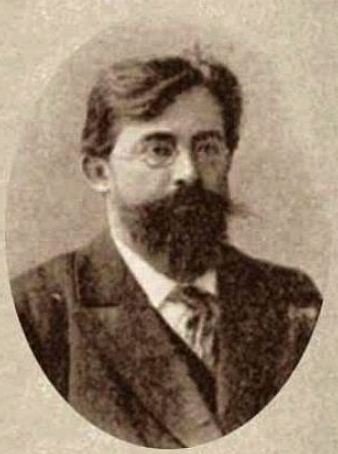
Фаусек В. А. (1861—1910)

В 1868 году при Императорском Санкт-Петербургском университете К. Ф. Кесслером было основано Петербургское общество естествоиспытателей с отделениями ботаники, зоологии и физиологии, которое возглавило естественнонаучные изыскания на Русском Севере.
В 1869 году на Белое море отправилась экспедиция под руководством петербургского профессора Николая Петровича Вагнера. Кроме него, в её состав входили А. В. Григорьев, К. С. Мережковский и студент Андреев. Экспедиция продолжалась три летних сезона (1876, 1877 и 1880).
Значительное содействие организации Соловецкой биостанции оказал тогдашний настоятель Соловецкого монастыря Архимандрит Мелетий (Шергин), отличавшийся глубоким интересом к природе северных морей и к наукам. В 1881 году было решено устроить на главном острове Соловецкого архипелага Соловецкую биологическую станцию. Было получено разрешение синода на размещение биостанции в верхнем этаже так называемой «Сельдяной избы» — деревянного здания с мезонином, поныне сохранившегося у монастырской пристани, издавна именовавшейся Сельдяной.
Соловецкая биологическая станция на Соловецких островах на момент создания была самой северной из всех подобных станций. Она занимала большую часть отдельного здания, перестроенного для неё Соловецким монастырем, и могла вместить около 12 человек натуралистов. На биостанции была организована аквариальная зала с морскими аквариумами и оснащённая по последнему слову тогдашней техники гидробиологическая лаборатория. Станция действовала лишь в течение летних месяцев. При устройстве её министерство народного просвещения ассигновало 1000 р., на которые были приобретены необходимые вещи и положено начало библиотеке. Постоянного бюджета станция не имела, однако министерство народного просвещении выдавало по 400 р. на содержание лаборанта. По деятельности была связана с зоологическим и зоотомическим кабинетами СПб. университета.
Что представляла собой станция в первое десятилетие существования, было запечатлено в «Путевых очерках», написанных известным впоследствии зоологом, профессором Виктором Андреевичем Фаусеком (1861—1910), работавшим на Соловках в 1888 г. Он писал статьи для журнала Русское богатство. «Станция произвела на меня очень приятное впечатление, — писал Виктор Андреевич, — она помещалась в особом небольшом двухэтажном домике, в полуверсте от монастыря, и отделена от него небольшим заливчиком. В нижнем этаже находятся: кухня, кладовые станции и, кроме того, помещение для рыбаков, ловящих рыбу на трапезу монастыря. Верхний этаж всецело отдан под станцию — восемь или девять комнат с большими окнами, дающими много света… Во всех комнатах есть необходимая, весьма простая, конечно, мебель — столы, стулья, диваны, так что помещением мы были обеспечены весьма удобным. Мы заняли каждый по комнате, третью комнату превратили в столовую, а ещё одну — в лабораторию для приготовления и хранения реактивов, спирта и всяких принадлежностей… Все необходимейшие реактивы были налицо и в значительном количестве, стеклянная посуда также. Несколько больших стеклянных аквариумов и большой запас банок и чашек меньшего размера. В этих принадлежностях и состоит главная услуга, оказываемая Соловецкой станцией… Библиотека станции находится пока в зачаточном состоянии: несколько десятков сочинений, главным образом по систематике морских животных, хранящихся в двух ящиках комода, составляет весь её книжный запас… Соловецкая биологическая станция — ещё только эмбрион, которому предстоит развиваться, и я надеюсь, что её ожидает хорошее будущее…» (Фаусек, 1913, стр. 389—391).
В 1899 г. биостанцию переводят ближе к Северному Ледовитому океану, в порт Александровск (ныне г. Полярный) Екатерининской гавани Кольского залива и там она работает под названием Мурманская биологическая станция до 1933 года.
В 1935 году её преемницей стала Мурманская биологическая станция «Дальние Зеленцы» в посёлке Дальние Зеленцы, реорганизованная в 1958 году в Мурманский морской биологический институт. В 1989 г. ММБИ, возглавляемый с 1981 г. академиком РАН Г. Г. Матишовым, переводится в г. Мурманск.

## Достижения
Особое значение имели выполненные на Соловецкой биостанции работы Н. М. Книповича, в которых дана общая характеристика беломорской флоры и фауны и условий её обитания. Особый интерес представляют проведённые Н. Книповичем в 1892 году тщательные исследования фауны Глубокой губы, в водах которой при резко выраженной общей арктической окраске фауны встречаются виды, типичные для более южных морей. Книпович утверждал, что Глубокая губа «представляет один из зоогеографических курьезов, и ближайшее изучение характера и распределения её фауны в связи с физико-географическими условиями составляет… весьма интересную задачу».